# Drimia
Drimia é um género botânico pertencente à família Asparagaceae.